# Ízlések és pofonok (film, 2007)
Az Ízlések és pofonok 2007-ben bemutatott amerikai romantikus filmvígjáték.

## Cselekmény
Kate sikeres konyhafőnök egy jól menő, ínyenceknek való New York-i étteremben. Bár a munkájában sikeres, mégis egyedül él otthonában. Nagyon zárkózott, nincsenek barátai. Főnöknője utasítására rendszeresen pszichológushoz jár. Egyedüli közeli hozzátartozója a testvére, Paula és annak kislánya, Zoe, de velük sem tartja a kapcsolatot.
Éppen amikor hozzá igyekszenek látogatóba, autóbalesetet szenvednek, Paula meghal, a kislány kórházban fekszik. Kate teljesen összeroppan. Testvére a végrendeletben őt tette meg lánya törvényes gyámjának. Míg Kate a kórházba jár, a munkahelyére új, Olaszország-mániás szakács érkezik: Nick Palmer. Nick teljes ellentéte Kate-nek: nagyszájú, hangos, mindig vidám és mindenkivel tréfálkozik. Miután Kate visszatér a munkába, megkezdődik köztük a rivalizálás.
Zoe, miután elvesztette az anyját, nehezen tud beilleszkedni új „család”-jába és az új iskolába. Kate, hogy a kislány ne maradjon egyedül otthon, amíg ő este dolgozik, magával viszi a munkahelyére.
Nick szót ért a kislánnyal, aki a bizalmába fogadja, még magukhoz is meghívja vacsorára, ahol aznap este Nick gondoskodik mindenről. Kate megkegyelmez szakmai ellenségének, miután látja a kislányt jóízűen enni, ami Nick érdeme.
Kate minden nap 1/2 5-kor kel, hogy a konyha részére maga vásárolhasson a piacon. Zoe-t is magával viszi, majd otthon alszanak még egy kicsit, 9-re azonban az iskolába kell érniök, ami nem mindig sikerül nekik.
Mindezeknek az a következménye, hogy a kislány nem alszik eleget, és gyakran elalszik az órán. Ezért az iskola igazgatónője figyelmezteti, hogy el is vehetik a gyereket tőle, ha nem gondoskodik róla megfelelően.
Kate és Nick egyszer összejönnek, Nick ott alszik náluk, azonban a románc hamar véget ér, mert Kate azt hiszi, hogy Nick ki akarja túrni a munkahelyéről és az ő helyére pályázik, bár ő ezt tagadja.
Zoe egyszer eltűnik otthonról, de csak a közeli temetőbe megy, az édesanyja sírjához. Kate kétségbeesetten keresi, még Nicket is felhívja, pedig haragban vannak. Azonban kibékülnek, amikor Nick azt mondja neki, hogy nem pályázik az állására, és hogy San Franciscóba hívták konyhafőnöknek.
Később Kate kilép a munkahelyéről, és hárman közösen egy kis éttermet vezetnek.

## Szereplők
| Karakter                    | Színész              | Magyar hang        |
| --------------------------- | -------------------- | ------------------ |
| Kate                        | Catherine Zeta-Jones | Kéri Kitty         |
| Nick                        | Aaron Eckhart        | Stohl András       |
| Zoe                         | Abigail Breslin      | Pekár Adrienn      |
| Paula                       | Patricia Clarkson    | Menszátor Magdolna |
| Leah                        | Jenny Wade           | Bánfalvi Eszter    |
| Pszichológus                | Bob Balaban          | Fodor Tamás        |
| Sean                        | Brían F. O'Byrne     | Breyer Zoltán      |
| Bernadette                  | Lily Rabe            | Solecki Janka      |
| John                        | Eric Silver          | Welker Gábor       |
| Christine                   | Arija Bareikis       |                    |
| Mr. Peterson                | John McMartin        |                    |
| Mrs. Peterson               | Celia Weston         |                    |
| Charlotte                   | Zoë Kravitz          |                    |
| Ken                         | Matthew Rauch        |                    |
| Anna                        | Dearbhla Molloy      |                    |
| Ellen Parker iskolaigazgató | Stephanie Berry      | Réti Szilvia       |
| Doktor                      | Matt Servitto        |                    |
| Szarvasgomba-kereskedő      | Yevgeniy Dekhtyar    | Szokol Péter       |
| Bob, a halárus              | Fulvio Cecere        |                    |
| Zöldséges                   | Ako                  |                    |
| Homár árus                  | Frank Santorelli     |                    |
| A.J., a szakács             | A.J. McCloud         |                    |
| Mario, a szakács            | Mario Morales        |                    |
| Liz                         | Monica Trombetta     |                    |
| Mr. Mathews                 | Sam Kitchin          |                    |